# آق‌باغ
آق‌باغ یک روستا در ایران است که در بخش خبوشان واقع شده‌است. آق‌باغ ۲۰ نفر جمعیت دارد.